# Johann Christoph Kohlhans
Johann Christoph Kohlhans (* 16. Juli 1604 in Neustadt bei Coburg; † 9. September 1677 in Coburg) war ein deutscher Lehrer, Mathematiker und evangelischer Kirchenlieddichter.

## Leben
Johann Christoph Kohlhans wurde am 16. Juli 1604 in Neustadt, damals Neustadt an der Haide genannt, geboren. Auf einem Gymnasium in Coburg vorgebildet, bezog er 1620 die Universität Jena und erhielt 1627 den Grad eines Magisters. 1633 wurde er als Mathematiklehrer („Professor“) am Casimirianum Coburg angestellt, später unterrichtete er auch die hebräische Sprache. Die Stadt musste er aber 1642 wegen des Dreißigjährigen Krieges verlassen und wurde Lehrer am Gymnasium in Göttingen. Dort war er für die griechische Sprache zuständig. Nach Coburg kehrte er 1653 als Schulleiter und außerordentlicher Professor zurück. Dort starb er am 9. September 1677 im Alter von 73 Jahren.
Er dichtete das Abschiedslied Ach wann werd’ ich dahin kommen, daß ich Gottes Angesicht, in dem er Verlangen nach der Aufnahme im Himmel ausdrückte. Das Lied wurde in Gemeindegesangbücher übernommen.

## Veröffentlichungen
- Descriptio poetica osidionis Coburgi, civitatis ac totus terrae Coburgiae spolationis, exationisque hostilis. Coburg 1632
- Parodiae Scheinianae oder Abschiedslieder, so nach etlichen Melodien Hermann Scheins gemacht sind. Coburg 1642

darin: Ach wann werd’ ich dahin kommen, daß ich Gottes Angesicht
- Tractatus opticus. Leipzig 1663 (Digitalisat).
- Cometa generalis cum speciali: oder Cometen-König, welcher im 1664 und 65 Jahr erschienen […] sambt dem darauf im 1665 Jar folgenden Cometen Nürnberg 1665
- Vindicatio contra anticappellianum disputatorem Coburgensem Coburg 1675
- Neu erfundene mathematische und optische Curiositäten Leipzig 1677 (Digitalisat).
- Grammatica Hebraea literis hebraicis, punctis absentibus, expressa. Coburg 1677 (Digitalisat).